# Стејси Кеш
Ешли Стивенсон (енгл. Ashley Stevenson; 9. јун 1980 — 27. новембар 2015), познатија под псеудонимом Стејси Кеш (енгл. Stacey Cash), била је америчка порнографска глумица.
Дебитовала је као глумица у индустрији порнографије 2001. године када је имала 21 године. Глумила је у преко 160 порно-филмова.